# Aspöja
Aspöja är en ö vid yttersta havsbandet i norra delen av Sankt Anna Skärgård. Ön har en yta av 1,69 kvadratkilometer.
Redan 1543 fanns det två hemman på ön, i slutet av 1600-talet 6-7 familjer. Under peståren 1710-1711 avled åtta personer på ön i epidemin. År 1757 skattköptes den tidigare av kronan ägda ön av de åtta bönder som då bodde här. På 1930-talet bodde omkring 130 personer där, och 1868-1969 fanns en skola på ön. Efter andra världskriget minskade befolkningen snabbt. Fram till 1970-talet var strömmingsfisket det viktigaste fisket för öborna, senare har ålfisket tagit över men det har allmera minskat i betydelse. År 2012 fanns 26 bofasta på ön. De kvarvarande öborna håller ön levande genom fiske, boskapsuppfödning, bete och skogsvård, samtidigt som turismen fått allt större betydelse. På Aspöjas norra del finns ett naturreservat med märkliga bergsformationer i form av mörka pyroxenhaltiga mineral som veckat sig mellan vita och rödaktiga lager av urkalksten. Bergformationerna bildades för två miljarder år sedan. 